# لیدن (ماساچوست)
لیدن(به انگلیسی: Leyden) شهرکی در شهرستان فرانکلین ایالت ماساچوست می‌باشد که در سال ۱۸۰۹ بنیان‌گذاری شده‌است. این شهرک در سرشماری سال ۲۰۱۰ میلادی، ۷۱۱ نفر جمعیت داشته‌است.